# Andropolia extincta
Andropolia extincta är en fjärilsart som beskrevs av Smith 1900. Andropolia extincta ingår i släktet Andropolia och familjen nattflyn. Inga underarter finns listade i Catalogue of Life.